# XX legislatura del Regno d'Italia

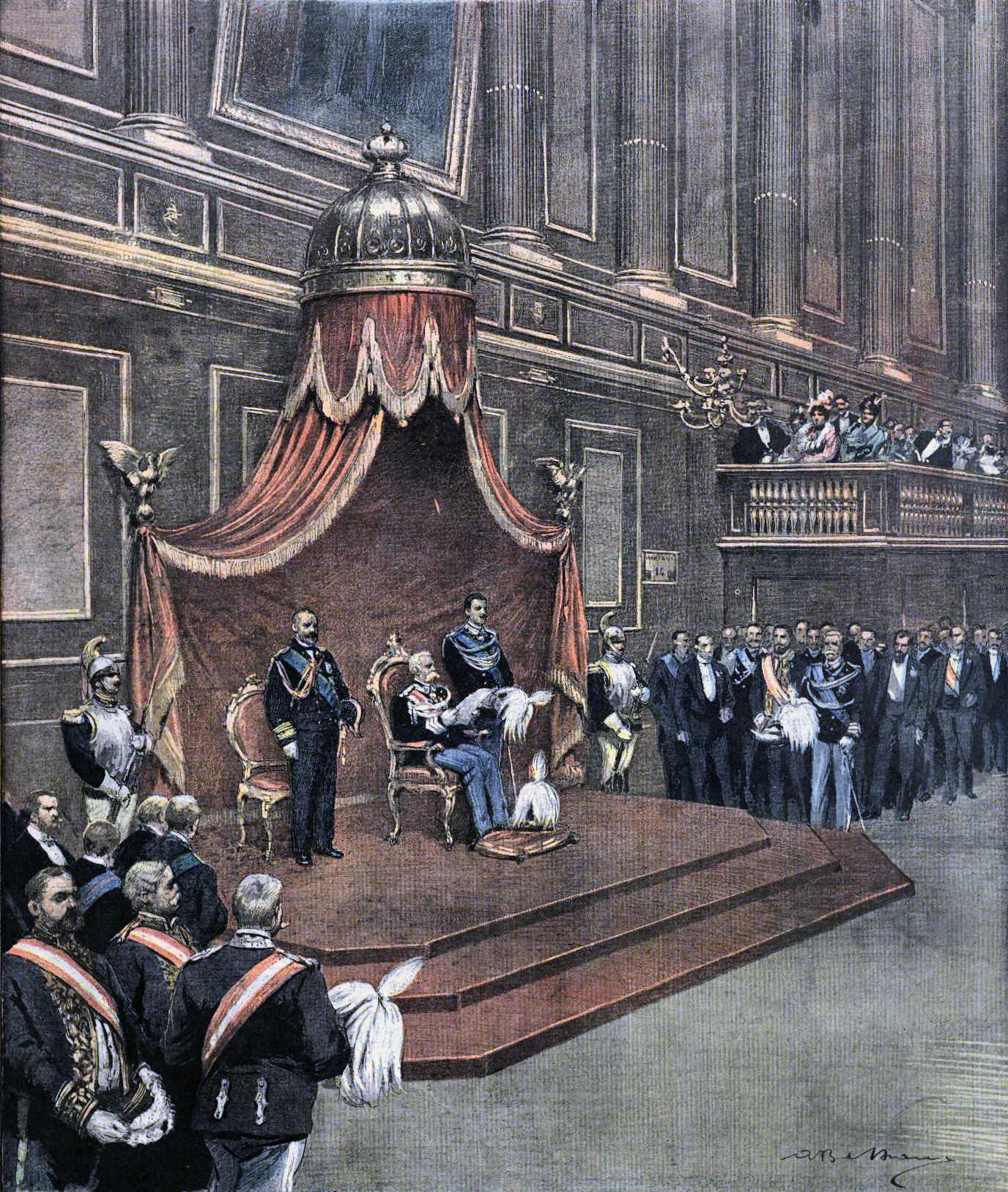
S.M il Re inaugura la terza sessione della XX legislatura. Raffigurazione tratta dalla Domenica del Corriere nr. 46 del 19 novembre 1899

La XX legislatura del Regno d'Italia ebbe inizio il 5 aprile 1897 e si concluse il 17 maggio 1900.

## Governi
Governi formati dai Presidenti del Consiglio dei ministri su incarico reale.
1. Governo di Rudinì III (11 luglio 1896 - 14 dicembre 1897), presidente Antonio Starrabba, Marchese di Rudinì (Destra storica)
  - Composizione del governo: Destra storica
2. Governo di Rudinì IV (14 dicembre 1897 - 1º giugno 1898), presidente Antonio Starrabba, Marchese di Rudinì (Destra storica)
  - Composizione del governo: Destra storica
3. Governo di Rudinì V (1º giugno 1898 - 29 giugno 1898), presidente Antonio Starrabba, Marchese di Rudinì (Destra storica)
  - Composizione del governo: Destra storica
4. Governo Pelloux I (29 giugno 1898 - 14 maggio 1899), presidente Luigi Pelloux (militare)
  - Composizione del governo: Destra storica
5. Governo Pelloux II (14 maggio 1899 - 24 giugno 1900), presidente Luigi Pelloux (militare)
  - Composizione del governo: Destra storica

## Parlamento

### Camera dei Deputati
I sessione
- Presidente
  - Giuseppe Zanardelli, dal 5 aprile 1897 al 14 dicembre 1897
  - Giuseppe Biancheri, dal 26 gennaio 1898 al 15 luglio 1898

II sessione
- Presidente
  - Giuseppe Zanardelli, dal 16 novembre 1898 al 25 maggio 1899
  - Luigi Chinaglia, dal 30 maggio 1899 al 25 giugno 1899

III sessione
- Presidente
  - Giuseppe Colombo, dal 14 novembre 1899 al 17 maggio 1900

Nella legislatura la Camera tenne 429 sedute.

### Senato del Regno
I sessione
- Presidente
  - Domenico Farini, dal 5 aprile 1897 al 15 luglio 1898

II sessione
- Presidente
  - Giuseppe Saracco, dal 16 novembre 1898

III sessione
- Presidente
  - Giuseppe Saracco, dal 14 novembre 1899

Nella legislatura il Senato tenne 243 sedute.